# Masdevallia theleura
Masdevallia theleura är en orkidéart som beskrevs av Carlyle August Luer. Masdevallia theleura ingår i släktet Masdevallia och familjen orkidéer. Inga underarter finns listade i Catalogue of Life.